# Christian Ehrenfried Charisius

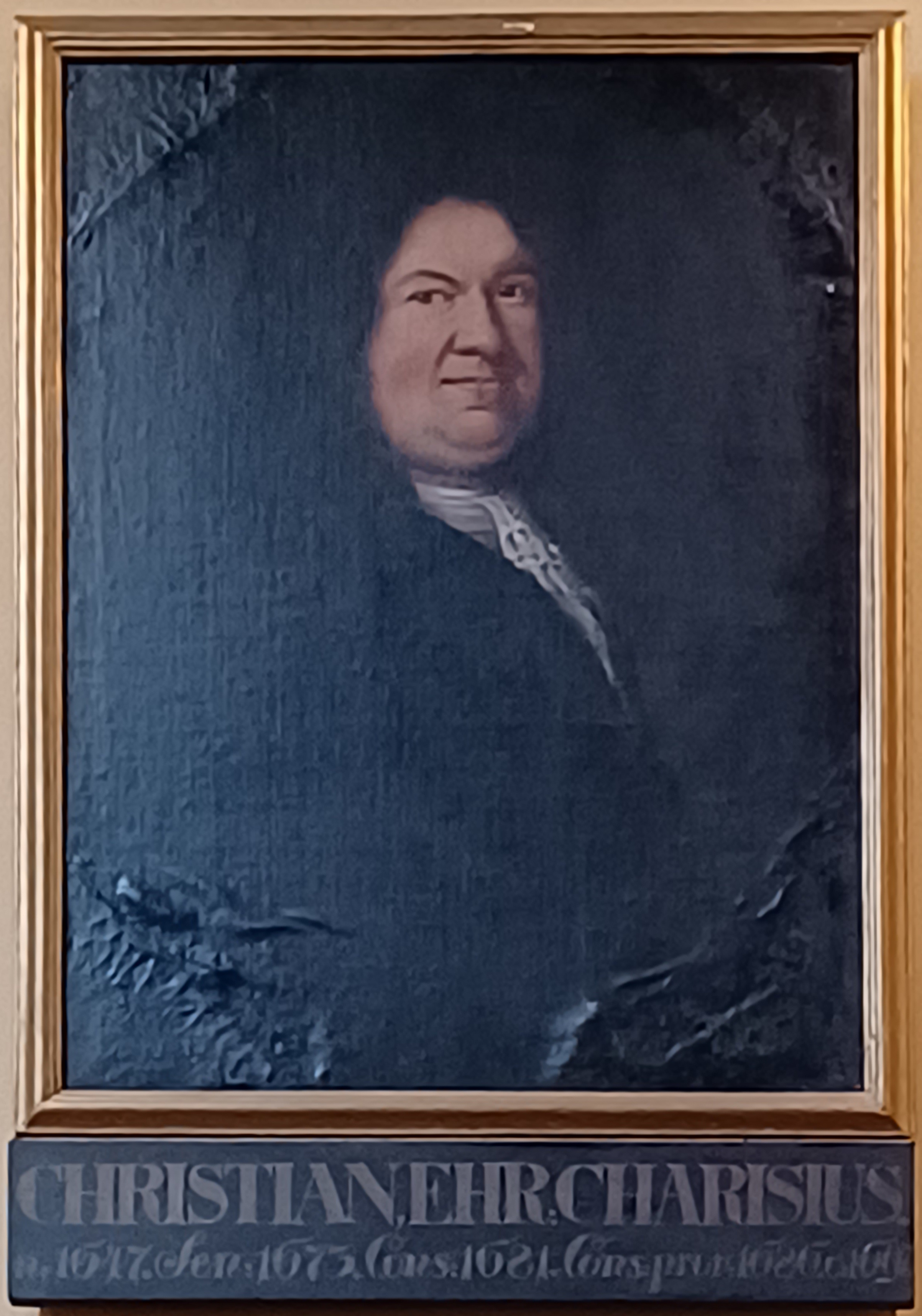
Christian Ehrenfried Charisius

Christian Ehrenfried Charisius,  född 25 maj 1647 i Frankfurt an der Oder, Tyskland, död 29 juli 1697, var professor vid akademien i Frankfurt an der Oder, syndikus i Stralsund 1653, vice president i Wismarska förbundet samt borgmästare i Stralsund och lantråd. Han var son till Johann Balthasar Charisius (1615-1675).
Charisius blev 1673 invald som stadsråd i Stralsund och sedan 1681 blev han, likt sin far, vald till borgmästare. Som folkvald fokuserade Charisius på främjandet av vetenskap och stadsförvaltning.

## Familj
Charisius var gift första gången 1673 med Catharina Hallen, dotter till det pommerska regeringsrådet Johan Hallenus (adlad Hallen), andra gången 26 april 1677 med Anna Juliana Hagemeister, dotter till rådmannen Johan Hagemeister, och tredje gången 1695 med Juliana Catharina Cock, dotter till hovrättsrådet Christian Cock. Efter Charisius död gifte Juliana Catharina Cock om sig med Justus Ludvig Olthoff. Charisius hade inga barn i första giftet. I andra giftet föddes sonen Carl Christian Charisius (1687-1750), som blev rådssekreterare i Stralsund; i tredje giftet föddes Charlotta Elisabet 1695-1770 och Christian Ehrenfried (1697-1759), som blev diplomat och postdirektör i Pommern.   Jämte sina styvbarn blev Ludvig Adolf adlad von Olthoff (nr 1752) 1707. Charlotta Elisabets halvbröder Alexander och Joakim Christian Cock blev även adlade Cock (nr 903), hennes kusiner Bernhard Mikael och Gottfrid Cock, adlade von Cochenhausen. Det sistnämnda dock inte introducerade på svenska riddarhuset.
Christian Ehrenfried Charisius sonson och namne var Christian Ehrenfried Charisius, även han blev borgmästare i Stralsund samt lantråd i Pommern, och adlad von Charisien 22 september 1761, vars son blev introducerad på svenska riddarhuset under nr 2137, 30 november 1785. 